# 4757 Лізелотте
4757 Лізелотте (4757 Liselotte) — астероїд головного поясу, відкритий 19 вересня 1973 року.
Тіссеранів параметр щодо Юпітера — 3,055.